# Saison 6 de La Stagiaire
Chronologie
Saison 5
Cet article présente le guide des épisodes de la sixième saison de la série télévisée franco-belge La Stagiaire créée par Isabel Sebastian et Laurent Burtin. Elle est diffusée en 2021.

## Distribution

### Acteurs principaux
- Michèle Bernier : Constance Meyer
- Antoine Hamel : Juge Boris Delcourt
- Géraldine Loup : Fanny Pelletier, la greffière
- Soraya Garlenq : Capitaine Nadia Saïdi
- Nicolas Marié : Procureur Vladimir Quiring
- Cyrielle Voguet : Solène, l'assistante du Procureur Quiring
- Philippe Lelièvre : Barthélemy dit « Barth » Meyer, mari de Constance
- Clément Moreau : Antoine Meyer, fils de Constance et Barth
- Jeanne Lambert : Alice Meyer, fille de Constance et Barth
- Tom Saidi Vigier : Raphaël, le fils de Solène
- Jérémie Poppe : Ludovic, l'ex de Solène et père de Raphaël
- Jean-Charles Chagachbanian : Xavier-Louis, le nouveau voisin des Meyer
- Irina Ninova : Milena, l'interprète du Palais de Justice et prof de russe du procureur Quiring

## Épisodes

### Épisode 1: Espèce protégée
- Belgique : 18 février 2021 sur La Une
- Suisse :
- France : 23 mars 2021 sur France 3
- Italie :

- Thierry Ragueneau : Bruno Marchand
- Marie Daguerre : Cléa Pernay
- Marc Whilelm : Patrice Pernay
- Louka Minnella : Rémi Marchand
- Geoffrey Couët : Olivier Vermeulen
- Sara Louis : Audrey Castelli

### Épisode 2: À la dérive
- Belgique : 18 février 2021 sur La Une
- Suisse :
- France : 23 mars 2021 sur France 3
- Italie :

- Axel Naroditzky : Axel Lemoine
- Christophe Pardon : Christophe Lemoine
- Isabelle Coste : Sandra Lemoine
- Clara Roturier : Romane Lemoine
- Clark James : Julien Delort
- Scott Rivaldy : Frédéric Provost

### Épisode 3: K.O.
- Belgique : 25 février 2021 sur La Une
- Suisse :
- France : 30 mars 2021 sur France 3
- Italie :

- Hannil Ghilas : Adam Rongier
- Alice Chenu : Inès Rongier
- Sofiane Bennacer : Emilio da Costa
- Jean-Jérôme Esposito : Philippe Kramer

### Épisode 4: Dans la lumière
- Belgique : 25 février 2021 sur La Une
- Suisse :
- France : 30 mars 2021 sur France 3
- Italie :

- Jeremy Banster : Isaac Lanciaux
- David Rousseau : Franck Gamblin
- Camille Pelicier : Cécile Perez
- Leslie Pranal : Lucille Garrel
- Geoffroy Lidvan-Diallo : Sören Nottet

### Épisode 5: Précoces
- Belgique : 4 mars 2021 sur La Une
- Suisse :
- France : 6 avril 2021 sur France 3
- Italie :

- Elodie Varlet : Juliette Reval
- Syls : David Reval
- Lorette Nyssen : Maïwenn
- Hervé Lavigne : Benoît Mallet
- Juline Thibaut : Lucie Bonnard
- Sulivan Mezouar : Rodrigo Alves
- Catherine Swartenbroeckx : Elodie Bonnard
- Xavier-Adrien Laurent : Père de Maïwenn

### Épisode 6: Violences
- Belgique : 4 mars 2021 sur La Une
- Suisse :
- France : 6 avril 2021 sur France 3
- Italie :

- Hubert Benhamdine : Julien Savin
- Alexandre Thibault : Maître Damien Morand
- Mathieu Lourdel : Léo Meunier
- Jean-Baptiste Sagory : Simon Tardiveau
- Franck Vrahides : Eddy
- Magali Solignat : Anne Savin
- Nadia Larbiouene : Kenza Bensoussan

### Épisode 7: Isolés
- Belgique : 11 mars 2021 sur La Une
- Suisse : 10 avril 2021 sur RTS1
- France : 13 avril 2021 sur France 3
- Italie :

### Épisode 8: Aménagement de peine
- Belgique : 11 mars 2021 sur La Une
- Suisse :
- France : 13 avril 2021 sur France 3
- Italie :